# Портрет Ивана Васильевича Аргамакова
«Портрет Ивана Васильевича Аргамакова» — картина Джорджа Доу и его мастерской из Военной галереи Зимнего дворца.
Картина представляет собой погрудный портрет генерал-майора Ивана Васильевича Аргамакова из состава Военной галереи Зимнего дворца.
Во время Отечественной войны 1812 года полковник Аргамаков был командиром Владимирского драгунского полка, состоял в 3-й Обсервационной армии и затем в 3-й Западной армии, отличился в бою при Кобрине. Во время Заграничных походов сражался в Пруссии и за отличие был произведён в генерал-майоры.
Изображён в генеральском мундире, который для кавалерийских генералов был введён 6 апреля 1814 года. Справа на груди крест ордена Св. Георгия 4-й степени, серебряная медаль «В память Отечественной войны 1812 года» на Андреевской ленте, золотой крест «За взятие Очакова» (изображён ошибочно, Аргамаков был награждён золотым крестом «За взятие Праги»), бронзовая дворянская медаль «В память Отечественной войны 1812 года» на Владимирской ленте и шитая звезда ордена Св. Иоанна Иерусалимского; на шее крест ордена Св. Владимира 3-й степени; по борту мундира крест ордена Св. Иоанна Иерусалимского. С тыльной стороны картины картины надпись: Argamakoff I. Подпись на раме: И. В. Аргамаковъ 1й, Генералъ Маiоръ.
7 августа 1820 года Комитетом Главного Штаба по аттестации Аргамаков был включён в список «генералов, заслуживающих быть написанными в галерею» и 22 июля 1822 года император Александр I повелел написать его портрет. Гонорар за работу Доу был выплачен 15 января 1828 года, готовый портрет был принят в Эрмитаж 21 января 1828 года.
В 1840 годы в мастерской Карла Края по рисунку И. А. Клюквина с портрета была сделана литография, опубликованная в книге «Император Александр I и его сподвижники» и впоследствии неоднократно репродуцированная, причём А. И. Михайловский-Данилевский при публикации своего труда перепутал портреты И. А. Аргамакова и И. В. Аргамакова; эта ошибка распространилась на многие последующие публикации портретов этих двух генералов. Эта же ошибка утвердилась и в самом Эрмитаже: И. В. Аргамаков назывался в документах и послужных списках Аргамаковым 1-м, соответственно И. А. Аргамаков писался Аргамаковым 2-м, однако после смерти Ивана Васильевича его номер 1-й автоматически перешёл к Ивану Андреевичу, несмотря на то, что он скончался гораздо раньше. Окончательно путаница с портретами была устранена в 2001 году А. В. Кибовским, который произвёл анализ биографических фактов и наград обоих генералов и произвёл переатрибуцию портретов.